# Vesneri
Vesneri är en ort i Estland. Den ligger i Tartu kommun och landskapet Tartumaa, i den sydöstra delen av landet, 170 km sydost om huvudstaden Tallinn. Vesneri ligger 66 meter över havet och antalet invånare är 133.
Terrängen runt Vesneri är mycket platt. Runt Vesneri är det glesbefolkat, med 17 invånare per kvadratkilometer. Närmaste större samhälle är Dorpat, 9,0 km sydväst om Vesneri. Trakten runt Vesneri består till största delen av jordbruksmark.